# (8264) 1986 QA3
A (8264) 1986 QA3 a Naprendszer kisbolygóövében található aszteroida. Henri Debehogne fedezte fel 1986. augusztus 29-én.